# Macrolabis buhri
Macrolabis buhri är en tvåvingeart som beskrevs av Stelter 1956. Macrolabis buhri ingår i släktet Macrolabis och familjen gallmyggor.
Artens utbredningsområde är Tyskland. Inga underarter finns listade i Catalogue of Life.